# Latin Digital Song Sales

Logo de la revista Billboard, donde se publica la lista Latin Digital Songs.

Latin Digital Song Sales (anteriormente Latin Digital Songs) es una lista de éxitos musicales que clasifica las canciones digitales más vendidas en los Estados Unidos, según la información que recopila el sistema Nielsen SoundScan, y que se publica semanalmente por la revista Billboard. Apareció por primera vez en la edición del 23 de enero de 2010 y el primer número uno fue «Loba», de la cantante colombiana Shakira. La lista incluye todas las versiones de una canción que se vende a través de distintos distribuidores de música digital. Sus datos fueron incorporados en el ranking Hot Latin Songs el 22 de octubre de 2012.

## Récords

### Canciones con más semanas en el número uno
- 94 semanas: Don Omar con Lucenzo – «Danza kuduro» (2011–13)[4]
- 69 semanas Luis Fonsi y Daddy Yankee con Justin Bieber – «Despacito» (2017–18)[5]
- 49 semanas – Enrique Iglesias con Descemer Bueno y Gente de Zona – «Bailando» (2014–15)[6]
- 42 semanas: Shakira con Freshlyground – «Waka Waka (This Time for Africa)» (2010–11)[7]
- 38 semanas: Nicky Jam y Enrique Iglesias – «El perdón» (2015–16)[8]
- 21 semanas: José Feliciano – «Feliz Navidad» (2010–17)[9]
- 20 semanas: Marc Anthony – «Vivir mi vida» (2013–14)[10]

Fuente: Telemundo.

### Canciones con más semanas totales en la lista
- 417 semanas: Don Omar con Lucenzo – «Danza kuduro» (2010–18)[4]
- 383 semanas: Shakira con Wyclef Jean – «Hips Don't Lie» (2010–2017)[12]
- 353 semanas: Shakira con Freshlyground – «Waka Waka (Esto es África)» (2010–18)[7]

### Artistas con más sencillos número uno
- 15 – Shakira[13]
- 6 – Enrique Iglesias[14]
- 5 – Pitbull[15]